# دشت‌خوان شکم‌زرد
دشت‌خوان شکم‌زرد (نام علمی: Eremomela icteropygialis) نام یک گونه از سرده دشت‌خوان است.